# 相良暁
相良 暁（さがら ぎょう、1958年10月7日 - ）は、日本の実業家。小野薬品工業株式会社代表取締役社長。大阪医薬品協会会長や、日本製薬団体連合会副会長も務めた。

## 人物・経歴
大阪府出身。1983年大阪市立大学商学部卒業、小野薬品工業入社。2006年取締役に昇格。2007年常務取締役。代表取締役副社長兼経営統轄本部長を経て、2008年から代表取締役社長を務め、海外での生産・販売の強化を進めた。日本製薬団体連合会副会長、大阪医薬品協会会長、公立大学法人大阪理事（渉外担当）（非常勤）なども務めた。